# Maszt radiowy w Wilkanowie
Maszt radiowy w Wilkanowie – maszt znajdujący się na Górze Wilkanowskiej niedaleko Wilkanowa w powiecie zielonogórskim, w gminie Świdnica.

## Parametry
- Wysokość posadowienia podpory anteny: 218 m n.p.m.
- Wysokość zawieszenia systemów antenowych: Radio: 70, 77, TV: 70 m n.p.t.

## Transmitowane programy

### Programy telewizyjne
| LP | Program            | Kanał | Częstotliwość | Moc ERP | Polaryzacja |
| -- | ------------------ | ----- | ------------- | ------- | ----------- |
| 1  | MUX 4 – TV Mobilna | 28    | 530,00 MHz    | 10 kW   | pionowa     |

### Programy radiowe
| LP | Program                      | Częstotliwość | Moc ERP | Polaryzacja |
| -- | ---------------------------- | ------------- | ------- | ----------- |
| 1  | Antyradio                    | 92,9 MHz      | 0,1 kW  | pionowa     |
| 2  | Vox FM                       | 95,3 MHz      | 0,2 kW  | pionowa     |
| 3  | Radio Złote Przeboje 98,1 FM | 98,1 MHz      | 0,1 kW  | pionowa     |
| 4  | Program IV Polskie Radio 24  | 104,0 MHz     | 2 kW    | pozioma     |
| 5  | Radio Eska Zielona Góra      | 105,7 MHz     | 0,2 kW  | pionowa     |
| 6  | Radio Zet                    | 107,0 MHz     | 0,1 kW  | pionowa     |